# Каранђи (Казерта)
Каранђи је насеље у Италији у округу Казерта, региону Кампанија.
Према процени из 2011. у насељу је живело 31 становника. Насеље се налази на надморској висини од 458 м.